# Escuela de Aviación Caudron de Crotoy
La  Escuela de pilotage Caudron de Crotoy es una escuela de formación de pilotos profesionales civiles, fundada en 1910 por los hermanos Caudron: Gaston (18 de enero de 1882- 10 de diciembre de 1915) y René  (1.º julio 1884 - 27 de septiembre de 1959).
Se convirtió en escuela de pilotos militares a partir de 1913.
Es también un antiguo aeródromo antes de la Primera Guerra Mundial y antes la Segunda Guerra Mundial.

## Escuela de pilotaje civil

### Historia
Los hermanos Caudron se instalan en Crotoy, Somme en junio de 1908 y hacen construir un primer hangar al borde de mar a lo largo de la playa de arena fina, para construir su planeador biplano de 60 m² y hacerlo volar un centenar de metros.
Inician su escuela en 1910. Resulta rápidamente una de las escuelas con más reputación de Francia.
Es aquí que un buen número de los futuros "Ases" de la aviación serán licenciados. Hacen el circuito clásico: Crotoy - El Touquet - Crotoy. A consecuencia de los numerosos capotages en la arena, fueron instalados talleres de reparaciones y de entrevistas, una cantina, y después una tienda de postales.
El 25 de febrero de 1913 la escuela de pilotaje civil, se convierte a su vez en una escuela de pilotaje militar. A partir de 1915, cuatro amplios hangares son construidos de madera y metal.
En 1917, se convierte en escuela de bombardeo y será bombardeada el 15 de septiembre de 1918.
El viernes 27 de agosto de 1920, el rey de los Belgas Albert fue a visitar las instalaciones de los hermanos Caudron. Una numerosa multitud se reunió sobre la playa para aclamar al rey.
Es sobre este terreno que Bessie Coleman,se convirtió en la primera mujer piloto afroamericana, en obtener su licencia de piloto el 15 de junio de 1921.

## Materiales
- Caudron G II
- Caudron tipo TIENE y TIENE 1
- Caudron  « rouleur » aparato de tipo TIENE, que no vuela, utilizado al aprendizaje del roulage, hasta en 1912 denominado el « Taxi » después « Rouleur ».
- Caudron tipo C
- Caudron G III, salido en mayo de 1914.

## Pista
La pista está ubicada sobre la playa, a marea baja, a aproximadamente 1 km al noroeste de la ciudad

## Instructores civiles
- Edmond de Laët, piloto belga nacido en 1874, diploma civil belga n°34, librado el 9 de marzo de 1911, diploma civil francés n°3109, un poco más tarde. Fue puede ser breveté militar en 1914. #Jefe Piloto en Caudron en los años 1920, y fallecido el 12 de junio[4] de 1942.
- Auguste Maicon (1891-1974), diploma de piloto N°695 del 9 de diciembre de 1911

## Personalidades y pilotos civiles muertos sobre este terreno
- Raymonde de Laroche, el 18 de juillet de 1919 la, primera mujer con licencia de piloto.

## Escuela de pilotaje militar
La escuela fue inaugurada el 23 de febrero de 1913, después de que una circular del 21 de enero de 1910 defina las condiciones de designación de los futuros pilotos de aeroplanos que continúan sin embargo siendo formados por instructores privados. El 22 de octubre de 1910 se crea la Inspección permanente de la aeronáutica militar bajo la tutela del general Roques. En la urgencia, el ministro de la guerra autoriza desde febrero de 1915, el recurso en las escuelas privadas civiles de las sociedades Farman, Blériot, y Caudron, establecidas respectivamente en Etampes, Buc y al Crotoy para la formación de navegantes y personal de tierra.
Los aparatos utilizados se limitan a cuatro firmas: Morane-Saulnier para caza, Farman reconocimiento, Caudron para el réglaje de tiro, y Voisin para el bombardeo.
La escuela será bombardeada el 15 de septiembre de 1918, provocando varias víctimas.

## Materiales
- Caudron tipo E N°34, immatriculé CC.3, ofrecido al ejército por suscripción y bautizado Entente cordial, réceptionné por el SFA en septiembre de 1912.[6]
- Caudron tipo E nmr SFA 3, 1911, ofrecido el 30 de enero de 1913 y bautizado  Estrasburgo, ofrecido por M. TIENE. Stachling, piloto soldado Jacquemart.
- Caudron G.2 N.º 37[7]
- Caudron tipo E N.º 41
- Caudron G.3 6307
- Caudron R.4 y Letord 2 A.3 : varios aparatos bimotores en 1918

Dorand 
- Dorand AR.1 : 7 aparatos cuyos lo: 1129 en 1918

Farman
- Farman F.50 : varios aparatos cuyos el 6670 en noviembre de 1918. F.35 del 27 de agosto al 10 de octubre de 1916; F.52 del 30 de diciembre de 1916 al 1.º de febrero de 1917; F.215 del 1.º enero al 13 de febrero de 1917.[8]

Nieuport
- 69 aparatos del 26 de diciembre de 1916 al 12 de enero de 1917
- 15 del 11 al 27 de enero de 1917[9]

Salmson
- Salmson 2 A.2 del 6 al 15 de marzo de 1918

Sopwith
- Sopwith 1½ Strutter los 911-1174 - 1273-3211 - 4080 - de la sección Sopwith que cuenta en 1918 con 25 aparatos

Voisin
- Voisin-Peugeot VII Tipo LC en 1918 cuyo los : 1822-1824 - 1651-1879
- Más 6 squadrons del Royal Flying Corps del 26 de marzo al 16 de julio de 1918

Sopwith 1½ Strutter

### Instructores militares
- Auguste Maicon (1891-1974), instructor de las primeras formaciones de #alumno pilotos militares.
- Victor Guerreau (1888-1974), #jefe piloto al Crotoy y Avord.

### Alumnos pilotos militares que obtuvieron credenciales
(lista cronológica no exhaustiva)
- Teniente Paul Gérard, mandando el campo, diploma de piloto militar N° 173, del 5 de octubre de 1912, diploma aéroclub de Francia : N°857.
- Teniente Alphonse Edmond Louis El Bihan (1882-1941), #alumno piloto al 1.º grupo, diploma piloto aéroclub de Francia N°877, diploma piloto militar N°218 a la escuela del Crotoy el 5 de febrero de 1913. Mandando el escadrille C.51 del 1.º de abril de 1915 al 24 de abril de 1917.
- Sapeur Paul Georges Defougère, piloto, monitor de la escuela de aviación, diploma de piloto militar N°230, diploma del aéroclub de Francia N°1142.
- Gustave Naudin, diploma piloto militar N°4818 del 22 de octubre de 1916.
- Teniente Charles Antoine Tavera (1894-?), alumno de la Escuela especial de Santo-Cyr, breveté piloto militar al Crotoy el 13 de julio de 1917, diploma militar n° 7463.
- Brigadier Gabriel Pallier sobre Caudron 80 FP lo 18 de octubre de 1917.
- Victor Herlemont (1896-1968), diploma piloto militar N°9186, el 11 de octubre de 1917.
- Robert Philippe, piloto de bombardieo sobre Sopwith el 14 de abril de 1918, diploma de piloto militar N°11094 del 28 de enero de 1918.

### Alumnos de la escuela militar muertes en combate por Francia
(lista alfabética, no exhaustiva)
- Maurice Valle (26 de noviembre de 1878-29 de enero de 1918), sargento, fallecido por secuelas de sus heridas.
- Jean Boineaud, sargento fallecido el 21 de febrero de 1916 en el hospital auxiliar n°44 del Crotoy como consecuencia de un accidente de avión.
- Edouard Boncourt (16 de marzos 1878-13 de diciembre de 1917), co-piloto, 3.º Grupo de Aviación, fallecido de las continuaciones de sus heridas recibidas en el accidente de su avión, a la escuela de aplicación de bombardeo del Crotoy, al hospital auxiliar n°44 del Crotoy.
- Jean Bourdil (10 de octubre de 1883- 21 de abril de 1917), 1.ª Clase, 1.º Grupo de Aviación, accidente de avión al Crotoy.
- Marcel Claudel (1894-1918), fallecido por las secuelas de sus heridas durante el bombardeo de la escuela lo 15 de septiembre de 1918.
- Albert Cissey, 1.ª Clase, accidente de avión a la escuela de pilotage del Crotoy, fallecido el 16 de marzo de 1917.
- Marcel Claudel, nacido el (6 de enero de 1894), #2.º Clase, fallecido el 15 de septiembre de 1918 en la escuela de pilotaje del Crotoy durante el bombardeo de la escuela por los Alemanes.
- Robert Clément, Maréchal de las Viviendas, fallecido el 29 de abril de 1916 en accidente de avión.
- Joseph Compañero (1889-1918), #2.º Clase, fallecido por las heridas recibidas durante el bombardeo de la escuela el 15 de septiembre de 1918.
- S. B. Cragg Segundo Teniente inglés de la Royal Flyng Cuerpo fallecido el 9 de noviembre de 1917 de al Crotoy, mayor de 27 años.
- Roger Diez Teniente estadounidense fallecido el 16 de mayo de 1918
- Jean Estradère (1891-1917), caporal 1.º Grupo de Aviación, fallecido durante la caída de su avión a la escuela del Crotoy el 3 de mayo de 1917.
- Paul Gombault (1886-1916), 1.ª Clase, 1.º Grupo de Aviación, fallecido por secuelas de las heridas recibidas durante el accidente de su avión, fallecido el 31 de julio de 1916 en el hospital N.º 44 del Crotoy.
- Jules Jolly, Maréchal de las Viviendas, fallecido el 6 de septiembre de 1918 como consecuencia de una enfermedad en el hospital n°44 del Crotoy.
- Félix Lambert (1892 - 23 de mayo de 1916), 1.º Grupo de Aviación, Maréchal de las viviendas, brigadier fallecido por las secuelas de sus heridas durante la caída de su avión (hospital n°44 del Crotoy).
- Arthur Langlois, Maréchal de las Viviendas, 1.º Grupo de Aviación, fallecido el 2 de julio de 1917, en accidente de avión en la escuela de pilotaje del Crotoy.
- Jean Legrain, fallecido el 3 de junio de 1918 en El Crotoy, razón no definida, 1.º Grupo de Aviación.
- Alphonse Marechet, Caporal, fallecido el 17 de mayo de 1918 en  accidente de avión.
- Louis Ollier, Maréchal de las Viviendas, 1.º Grupo de Aviación, fallecido el 10 de agosto de 1917 en el hospital n°44 del Crotoy, como consecuencia de un accidente de avión.
- Raymond Postel, Brigadier, piloto, fallecido el 4 de septiembre de 1918 en el hospital n.º 44 del Crotoy, por las secuelas de las heridas sufridas en el accidente de su avión.
- J. V. Scanlon tumbas del Commonwealth fallecido El Crotoy, el 22 de diciembre de 1916.
- Robert Sevault (10 de mayo de 1897 - 16 de febrero de 1918), Brigadier, fallecido como consecuencia de la caída de su avión al Crotoy, hospital auxiliar n°44.
- Gaston Simonet, Caporal, muerto en un accidente de avión en 1916 fecha exacta no conocida.[10]
- Henri Seis, Maréchal de las Viviendas, caporal, 1.º Grupo de Aviación, fallecido el 7 de agosto de 1917 en el hospital n°44 del Crotoy como consecuencia de un accidente de avión.
- Charles Thomas, Sargento, (8 de febrero de 1894 - 2 de octubre|1915)en el hospital auxiliar n°44 del Crotoy de un accidente de avión sobre la pista del Crotoy.
- Pierre Tourres, adjudant, matado el 29 de mayo de 1940 a Cahon después de haber evacuado en paracaídas el LeO 451 n.º 128 abatido por la Flak.
- Georges Trouillard, Caporal, fallecido el 9 de agosto de 1918 como consecuencia de un accidente de avión durante un entrenamiento de bombardeo en la escuela de aplicación de bombardeo del Crotoy.
- Alphonse Wech, Caporal, fallecido el 18 de mayo de 1918 en la escuela de aplicación de bombardeo del Crotoy.

### Muertos en 1919
- Albert Cheradam, fallecido el 19 de octubre de 1919, accidente de avión.